# 尼古拉·德·安捷罗斯

尼可拉斯·德·安吉利士专辑《人们的梦》

尼古拉·德·安捷罗斯 (Nicolas de Angelis)（1949年生）。生于法国圣克罗德。10岁左右，他开始向吉他大师葛西亚学习吉他。16岁时，安捷罗斯加入一个法国最具潜力的演奏家所组成乐园，良师益友的经验交流，使他的弹奏技巧达到了炉火纯青的地步。18岁开始，他替许多知名流行音乐歌手伴奏。之后，安捷罗斯得到达芬(Delphine)唱片公司保罗·德·塞内维尔(Paul de Senneville)和奥利维埃·图桑(Olivier Toussaint)的赏识，他们邀请他在理查德·克莱德曼(Richard Clayderman)的专辑唱片中演出。由于他的不凡表现，最终成为达分唱片的专属音乐家。安捷罗斯在中国拥有较多的听众，其最为中国听众所熟悉的专辑为《悲伤的西班牙》，内有曲目:
- 《悲伤的西班牙》(L'Éspagnole)
- 《金色的旋律》
- 《关塔娜美拉》(Guantanamera)
- 《奇异的关联》(Baroque connection)
- 《旅途》(Voyage)
- 《鸽子》(La Paloma)
- 《我的太阳》(O Sole Mio)
- 《爱情之爱情》(L'Amour Amore)
- 《月光》(Sonate au Clair de Lune)
- 《梦之果》
- 《花》(Les Fleurs de Printemps)
- 《人们的梦》
- 《b小调前奏曲》
- 《镜中的安娜》(Quelques Notes pour Anna )